# Venon (Isèra)
Venon és un municipi francès situat al departament de la Isèra i a la regió d'Alvèrnia-Roine-Alps. L'any 2007 tenia 697 habitants.

## Demografia

### Població
El 2007 la població de fet de Venon era de 697 persones. Hi havia 254 famílies de les quals 48 eren unipersonals (20 homes vivint sols i 28 dones vivint soles), 85 parelles sense fills, 105 parelles amb fills i 16 famílies monoparentals amb fills.
La població ha evolucionat segons el següent gràfic:
Habitants censats

### Habitatges
El 2007 hi havia 274 habitatges, 261 eren l'habitatge principal de la família, 4 eren segones residències i 8 estaven desocupats. 258 eren cases i 14 eren apartaments. Dels 261 habitatges principals, 225 estaven ocupats pels seus propietaris, 32 estaven llogats i ocupats pels llogaters i 4 estaven cedits a títol gratuït; 5 tenien una cambra, 5 en tenien dues, 20 en tenien tres, 53 en tenien quatre i 178 en tenien cinc o més. 249 habitatges disposaven pel capbaix d'una plaça de pàrquing. A 71 habitatges hi havia un automòbil i a 182 n'hi havia dos o més.

### Piràmide de població
La piràmide de població per edats i sexe el 2009 era:
| Homes | Edats   | Dones |
| ----- | ------- | ----- |
| 0     | 95 o +  | 0     |
| 0     | 90 a 94 | 4     |
| 4     | 85 a 89 | 0     |
| 4     | 80 a 84 | 4     |
| 4     | 75 a 79 | 8     |
| 4     | 70 a 74 | 8     |
| 28    | 65 a 69 | 12    |
| 36    | 60 a 64 | 36    |
| 24    | 55 a 59 | 32    |
| 12    | 50 a 54 | 20    |
| 28    | 45 a 49 | 8     |
| 16    | 40 a 44 | 52    |
| 36    | 35 a 39 | 20    |
| 24    | 30 a 34 | 16    |
| 20    | 25 a 29 | 16    |
| 8     | 20 a 24 | 12    |
| 4     | 15 a 19 | 16    |
| 28    | 10 a 14 | 16    |
| 28    | 5 a 9   | 32    |
| 32    | 0 a 4   | 20    |

## Economia
El 2007 la població en edat de treballar era de 440 persones, 284 eren actives i 156 eren inactives. De les 284 persones actives 270 estaven ocupades (152 homes i 118 dones) i 14 estaven aturades (6 homes i 8 dones). De les 156 persones inactives 55 estaven jubilades, 68 estaven estudiant i 33 estaven classificades com a «altres inactius».

### Ingressos
El 2009 a Venon hi havia 274 unitats fiscals que integraven 739 persones, la mediana anual d'ingressos fiscals per persona era de 27.814 €.

### Activitats econòmiques
Dels 17 establiments que hi havia el 2007, 6 eren d'empreses de construcció, 2 d'empreses de comerç i reparació d'automòbils, 2 d'empreses de transport, 1 d'una empresa d'hostatgeria i restauració, 3 d'empreses de serveis i 3 d'entitats de l'administració pública.
Dels 5 establiments de servei als particulars que hi havia el 2009, 1 era un paleta, 1 fusteria, 1 lampisteria, 1 empresa de construcció i 1 restaurant.
L'any 2000 a Venon hi havia 11 explotacions agrícoles que ocupaven un total de 130 hectàrees.

## Equipaments sanitaris i escolars
El 2009 hi havia una escola elemental.

## Poblacions més properes
El següent diagrama mostra les poblacions més properes.